# Tau Librae
Tau Librae (40 Librae) é uma estrela na direção da constelação de Libra. Possui uma ascensão reta de 15h 38m 39.38s e uma declinação de −29° 46′ 39.7″. Sua magnitude aparente é igual a 3.66. Considerando sua distância de 445 anos-luz em relação à Terra, sua magnitude absoluta é igual a −2.01. Pertence à classe espectral B2.5V.